# Scott Bairstow
Scott Hamilton Bairstow (* 23. April 1970 in Steinbach, Manitoba) ist ein kanadischer Schauspieler.
Bekannt ist er unter anderem durch seine Rolle als Ned Grayson in der Fernsehserie Party of Five. In der Folge Miracle Man der ersten Staffel der Serie Akte X – Die unheimlichen Fälle des FBI spielte er 1994 die Rolle des Samuel Hartley. In den Jahren 1994 bis 1995 war er in der preisgekrönten Fernsehserie Lonesome Dove in der Rolle des Newt Call zu sehen. Im Jahr 1998 spielte er Henry Callaway in der Serie Significant Others, wo er u. a. neben Jennifer Garner auftrat.
Im Jahr 2003 wurde er wegen einer Sexualstraftat zu einer Freiheitsstrafe von 4 Monaten verurteilt.
Bairstow war von 1994 bis 2000 mit Marty Rich verheiratet, mit der er zwei Kinder hat.

## Filmografie (Auswahl)
- 1994: Wolfsblut 2 – Das Geheimnis des weißen Wolfes (White Fang 2: Myth of the White Wolf)
- 1997: Wild America
- 1997: Postman (The Postman)
- 1998: Pizza für eine Leiche (Delivered)
- 1999: Virtual Reality (Harsh Realm)
- 2001: Semper Fi
- 2001: Wolf Lake (Fernsehserie)
- 2002: Dead in the Water
- 2002: Bis in alle Ewigkeit (Tuck Everlasting)
- 2003 Ein Hauch von Himmel (Fernsehserie, 2 Folgen)
- 2003: The Bone Snatcher
- 2006: Android Apocalypse